# Miskrela
Miskrela (en árabe: مشكرالة‎, en francés: Mechkralla) es una localidad marroquí perteneciente al municipio de Bab Taza, en la región de Tánger-Tetuán-Alhucemas. Desde 1912 hasta 1956 perteneció a la zona norte del Protectorado español de Marruecos.